# Habanera (aria)
Habanera, znana także jako L'amour est un oiseau rebelle (Miłość jest wolnym ptakiem) – jedna z najsłynniejszych arii na świecie, pochodząca z opery Georges'a Bizeta Carmen. Wykonywana przez tytułową, mezzosopranową rolę w piątej scenie pierwszego aktu.
Jest ona najlepszą charakterystyką głównej bohaterki – niezdolnej do stałego uczucia, często zmieniającej kochanków. Pieśń świadczy o tym, że Carmen nie czuje się odpowiedzialna za krzywdę, którą wyrządza „usidlonym” przez siebie mężczyznom.
Aria inspirowana była melodią baskijskiego kompozytora Sebastiána Iradiera El Arreglito, którą Bizet wykorzystał, sądząc iż ma do czynienia z melodią ludową. Francuskie libretto zostało napisane przez Henriego Meilhaca i Ludovica Halévyego.

## Tekst
Oryginalna wersja francuska:

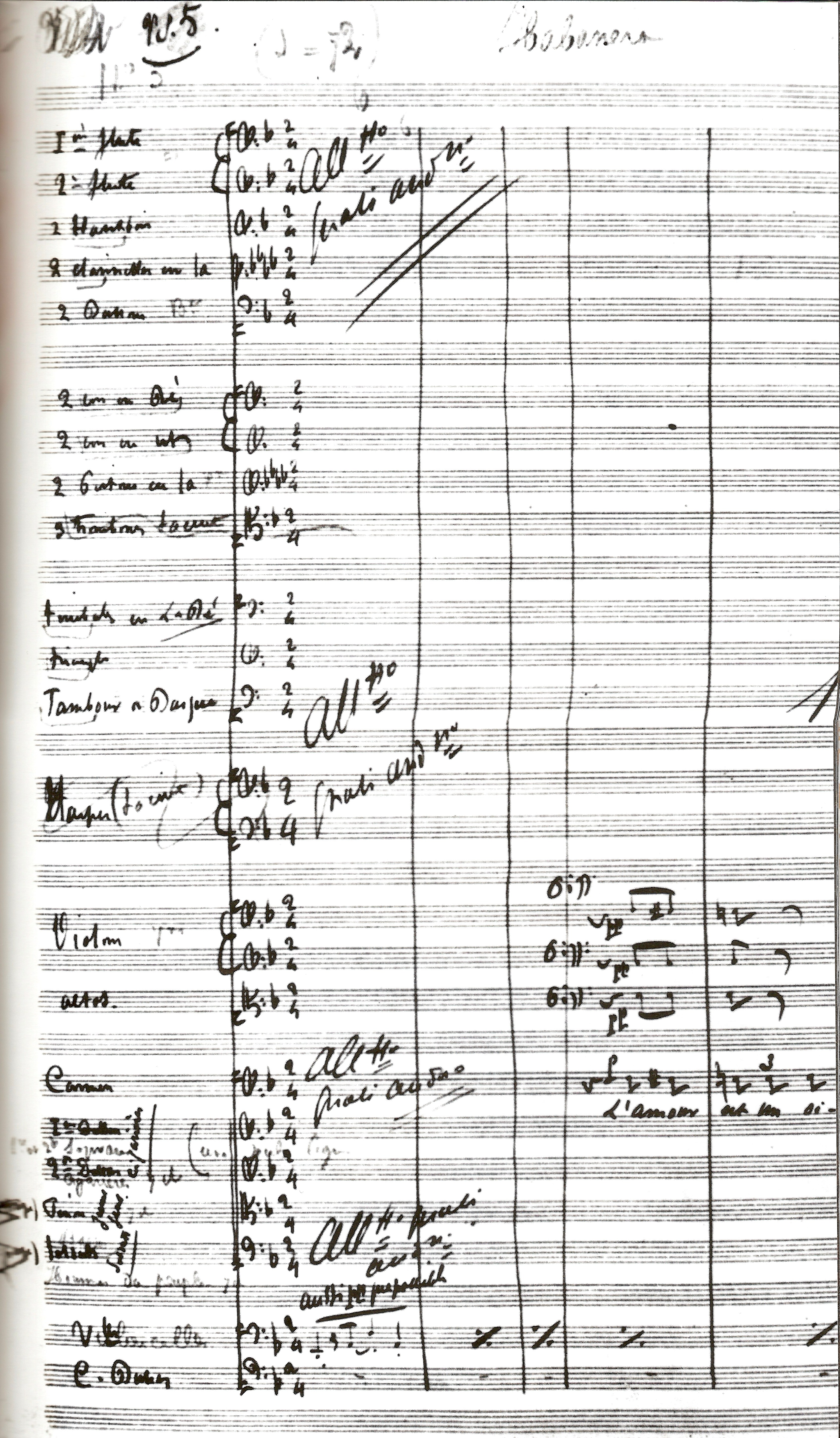
Rękopis Georges'a Bizeta Habanery (L'amour et un oiseau rebelle...).

L'amour est un oiseau rebelle
Que nul ne peut apprivoiser,
Et c'est bien en vain qu'on l'appelle,
S'il lui convient de refuser.
Rien n'y fait, menace ou prière;
L'un parle bien, l'autre se tait,
Et c'est l'autre que je préfère;
Il n'a rien dit mais il me plaît.
(L'amour est un oiseau rebelle) L'amour...
(Que nul ne peut apprivoiser,) L'amour...
(Et c'est bien en vain qu'on l'appelle,) L'amour...
(S'il lui convient de refuser.) L'amour...
L'amour est enfant de bohème,
Il n'a jamais, jamais connu de loi;
Si tu ne m'aimes pas, je t'aime;
Si je t'aime, prends garde à toi! (Prends garde à toi!)
Si tu ne m'aimes pas,
Si tu ne m'aimes pas, je t'aime; (Prends garde à toi!)
Mais si je t'aime, si je t'aime;
Prends garde à toi!
(L'amour est enfant de bohème,)
(Il n'a jamais, jamais connu de loi;)
(Si tu ne m'aimes pas, je t'aime;)
(Si je t'aime, prends garde à toi!) (Prends garde à toi!)
Si tu ne m'aimes pas,
Si tu ne m'aimes pas, je t'aime; (Prends garde à toi!)
Mais si je t'aime, si je t'aime;
Prends garde à toi! (Prends garde à toi!)
L'oiseau que tu croyais surprendre
Battit de l'aile et s'envola.
L'amour est loin, tu peux l'attendre;
Tu ne l'attends plus, il est là.
Tout autour de toi, vite, vite,
Il vient, s'en va, puis il revient.
Tu crois le tenir, il t'évite,
Tu crois l'éviter, il te tient!
(Tout autour de toi, vite, vite) L'amour...
(Il vient, s'en va, puis il revient.) L'amour...
(Tu crois le tenir, il t'évite,) L'amour...
(Tu crois l'éviter, il te tient!) L'amour...
L'amour est enfant de bohème,
Il n'a jamais, jamais connu de loi;
Si tu ne m'aimes pas, je t'aime;
Si je t'aime, prends garde à toi! (Prends garde à toi!)
Si tu ne m'aimes pas,
Si tu ne m'aimes pas, je t'aime (Prends garde à toi!)
Mais si je t'aime, si je t'aime
Prends garde à toi!
(L'amour est enfant de bohème,)
(Il n'a jamais, jamais connu de loi;)
(Si tu ne m'aimes pas, je t'aime;)
(Si je t'aime, prends garde à toi!) (Prends garde à toi!)
Si tu ne m'aimes pas,
Si tu ne m'aimes pas, je t'aime (Prends garde à toi!)
Mais si je t'aime, si je t'aime
Prends garde à toi! (Prends garde à toi!)